# Ingles
Ingles Markets, Inc., kallas oftast bara Ingles, är en amerikansk regional detaljhandelskedja som äger och driver snabbköp i sydöstra USA. De hade i slutet av 2019 totalt 198 snabbköp i delstaterna Alabama (1); Georgia (66); North Carolina (73); South Carolina (36); Tennessee (21) och Virginia (1). Företaget äger också ett mejeri/förpackningsföretag, bensinstationer, varuhus och apotek.
Grundaren och Ashevillebördige Robert P. Ingle föddes in i en familj där fadern drev en detaljhandelsbutik. Efter high school tog Ingle värvningen och stred i Koreakriget, 1954 lämnade han militären som sergeant och återvände till USA. Han flyttade senare till Florida för att studera på University of Miami och att arbeta för Kraft Foods Inc. 1963 återvände han till sin födelseort och grundade detaljhandelskedjan när han öppnade sitt första snabbköp. Detaljhandelskedjans efterföljande framgångar kom i att de etablerade snabbköp i mindre områden där de stora detaljhandelskedjorna tyckte att det var inte värt mödan att etablera sig i. 1987 blev Ingles ett publikt aktiebolag och aktierna började handlas på Nasdaq. Den 6 mars 2011 avlev Ingle och hans son Robert P. Ingle II tog över.
För 2019 hade de en omsättning på mer än 4,2 miljarder amerikanska dollar och en personalstyrka på omkring 27 000 anställda. Huvudkontoret ligger i Black Mountain i North Carolina.